# Proctor
För andra betydelser, se Proctor (olika betydelser).
Proctor är en kommun (town) i Rutland County i delstaten Vermont i USA. Vid folkräkningen år 2000 bodde 1 877 personer på orten. Den har enligt United States Census Bureau en area på totalt 19,7 km², varav 0,1 km² är vatten. 